# Claudia de’ Medici

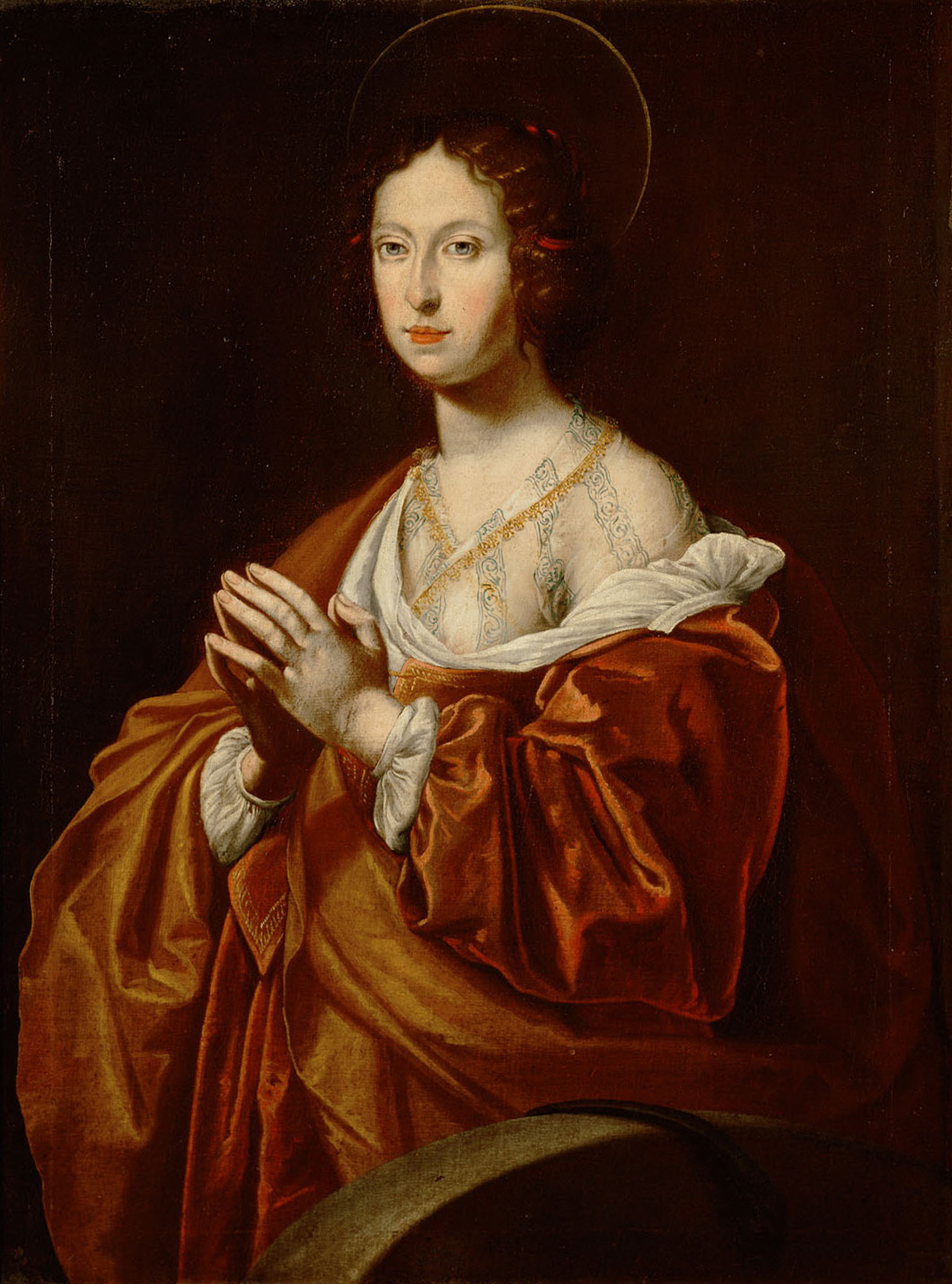
Claudia de’ Medici, als Hl. Christina von Bolsena

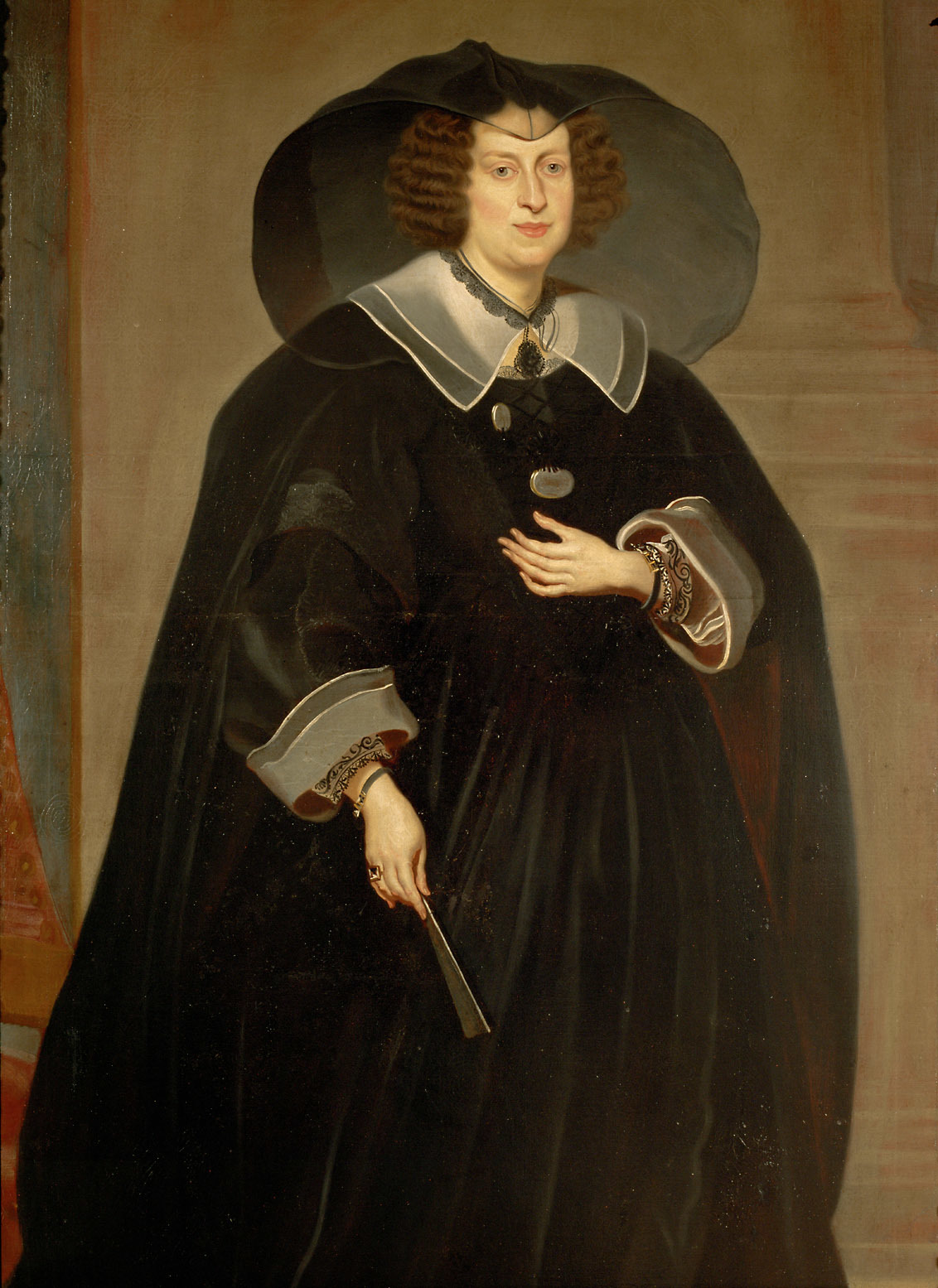
Claudia de’ Medici in Witwentracht (1648)

Claudia de’ Medici (* 4. Juni 1604 in Florenz; † 25. Dezember 1648 in Innsbruck) war Erzherzogin von Österreich und Landesfürstin von Tirol.

## Leben
Claudia de’ Medici wurde in Florenz als letzte Tochter des Großherzogs der Toskana Ferdinand I. und der Christine von Lothringen in der einflussreichen Familie Medici geboren. 1621 heiratete sie den zukünftigen Herzog von Urbino, Federico Ubaldo della Rovere, dem sie schon mit vier Jahren versprochen worden war. Schon 1623 starb er, nach Ansicht seiner Ärzte an einem epileptischen Anfall. Die 19-jährige Witwe kehrte zunächst nach Florenz zurück, wo sie in einem Kloster untergebracht wurde.
1626 heiratete sie Erzherzog Leopold V., den Bruder von Kaiser Ferdinand II. Mit der Hochzeit wurde sie Landesfürstin von Tirol. Das aufwändige Hofleben und Mäzenatentum zogen eine hohe Verschuldung nach sich. Claudia brachte in dieser Ehe fünf Kinder zur Welt. Bereits nach sechs Jahren Ehe verstarb Leopold und machte Claudia damit zum zweiten Mal zur Witwe. Von 1632 bis 1646 übernahm sie daher anstelle ihres unmündigen Sohns Ferdinand Karl (geb. 1628) zusammen mit einem fünfköpfigen Ratskollegium (darunter Wilhelm Biener) die Regierungsgeschäfte. Allerdings litt die Verwaltung unter der heftigen Konkurrenz der beiden führenden Politiker Wilhelm Biener und Isaak Volmar.
Erzherzogin Claudia wurde zuerst neben Kaiser Ferdinand II. und nach dessen Tod 1637 neben Kaiser Ferdinand III. Mitregentin von Tirol und Vorderösterreich. Im Dreißigjährigen Krieg spielte sie eine wichtige Rolle, da sie ihre politischen Interessen energisch vertrat. So störte der Kommandant der Festung Hohentwiel, Konrad Widerholt, die Verbindungen zwischen dem Stammland Tirol und den vorderösterreichischen Besitzungen in Südwestdeutschland und im Elsass. Deshalb setzte sich die Erzherzogin vehement für eine Blockade und Belagerung der Festung ein. Fünf Versuche der kaiserlichen Partei, die Festung zu erobern, scheiterten jedoch.
Als die kaiserliche Partei militärisch dominierte, nutzte die Erzherzogin diese günstige Situation und betrieb eine expansive Außenpolitik. So bemühte sie sich, die vorderösterreichischen Besitzungen zu erweitern, indem sie im Herzogtum Württemberg eroberte Gebiete im Namen ihrer unmündigen Kinder forderte. Sie beanspruchte die Pfandschaft Achalm sowie die Ämter Göppingen (Pfandschaft Hohenstaufen) und Blaubeuren. Nach 1636 konnte sie diese Herrschaften in ihren Besitz bringen und sich huldigen lassen. Sie bemühte sich dort im Sinne der Gegenreformation um die Wiedereinführung der katholischen Konfession. Im Westfälischen Frieden wurden die Herrschaften wieder dem Herzog Eberhard III. von Württemberg zugesprochen. Bis zum Ende ihrer Regierungszeit wehrte sich die Erzherzogin gegen eine Rückgabe. Hätte sie sich durchgesetzt, dann hätten die Herzöge von Württemberg einen Landverlust von wichtigen Ämtern erlitten. Vorderösterreich hätte sich territorial weit nach Württemberg vorgeschoben und hätte zudem eine Landbrücke zwischen der Herrschaft Hohenberg im Westen und dem Amt Günzburg im Osten erworben.
In Oberschwaben erhob Erzherzogin Claudia während des Dreißigjährigen Krieges 1643 Anspruch auf die Landgrafschaft Stühlingen und auf die Grafschaft Lupfen, konnte sich aber langfristig nicht durchsetzen. Daneben wollte die Erzherzogin die habsburgischen Besitzungen im Elsass sichern. Außerdem betrieb sie Gebietserwerbungen in der Gegend von Bozen und im Raum um Trient. Mit den Bischöfen der beiden Fürstbistümer lag sie dauernd im Konflikt, weil sie sich weigerten, Steuern und Abgaben nach Innsbruck zu entrichten.
Im Dezember 1648 verstarb Erzherzogin Claudia, laut Aufzeichnungen an Wasseransammlungen, einem typischen Leiden dieser Zeit.

## Wirken

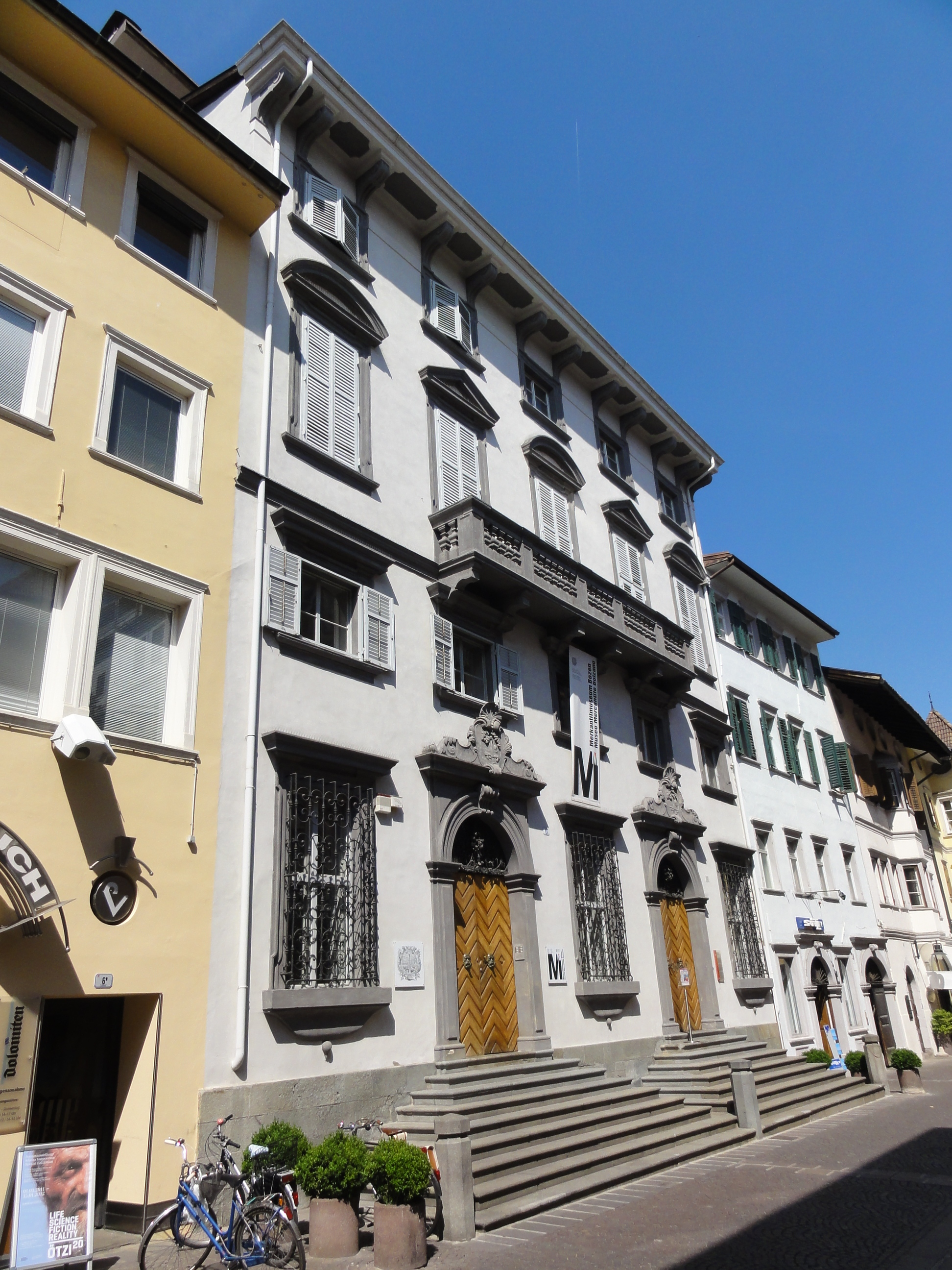
Das Merkantilgebäude in Bozen

Claudia ließ im Zuge des Dreißigjährigen Krieges die Festungen Ehrenberg (Fort Claudia als Teil des Burgenensembles Ehrenberg), Kufstein und Scharnitz (Porta Claudia an der Scharnitzer Klause, benannt nach ihr) bauen und sorgte für eine Verbesserung der militärischen Verteidigung Tirols, die aufgrund der ständigen Bedrohung durch die Ausweitung des Krieges nach Süden notwendig war.
Weiters förderte sie die Kunst mit der Einführung des Barocktheaters, den Handel mit einer neuen Verfassung der Bozner Messe 1633/35 und den Ausbau des Handwerks in Tirol. 1635 begründete sie den Merkantilmagistrat Bozen, ein bilateral deutsch-italienisch besetztes Sondergericht in Handelssachen, welches später im Merkantilgebäude untergebracht wurde.

## Nachkommen
aus der ersten Ehe mit Federico Ubaldo della Rovere
- Vittoria della Rovere

mit Leopold
- Maria Eleonora, Erzherzogin von Österreich (1627–1629)
- Ferdinand Karl (1628–1662), Erzherzog von Österreich und Herzog von Tirol, verheiratet mit Anna de’ Medici (1616–1676)
- Isabella Clara, Erzherzogin von Österreich (1629–1685), verheiratet mit Carlo III. Gonzaga, Herzog von Mantua (1629–1665)
- Sigismund Franz (1630–1665), Erzherzog von Österreich und Herzog von Tirol, verheiratet mit Hedwig von Pfalz-Sulzbach (1650–1681)
- Maria Leopoldine, Erzherzogin von Österreich (1632–1649), verheiratet mit Kaiser Ferdinand III. (1608–1657)

## Rezeption
Claudia ist Namensgeberin der Porta Claudia in Scharnitz, des Fort Claudia in Reutte, von Oberschulzentren in Bozen und Mals, der Claudia-de’-Medici-Straße und das Universitäre Ausbildungszentrum für Gesundheitsberufe Claudiana in Bozen, sowie der Claudiastraße, des Claudiaplatzes und des auch Claudiana genannten Alten Regierungsgebäudes in Innsbruck.
Der deutsch-österreichische Schriftsteller Hermann von Schmid hat dem Andenken an Claudia de’ Medici in seinem im Jahre 1863 erschienenen dreibändigen historischen Roman Der Kanzler von  Tirol  ein literarisches Denkmal gesetzt.